# Toufik Rouabah
Toufik Rouabah (en arabe : توفيق روابح), né le 6 mai 1970 à la ville de Bordj Bou Arreridj en Algérie, est un entraîneur de football algérien, diplômé en spécialité de préparation physique par la FFF.

## Carrière
- Juin 2007 - juin 2010 : ES Sétif (Adjoint)[2],[3]
- Juin 2010 - janvier 2012 : MC Saïda[4],[5]
- Février 2012 - juin 2012 : CA Batna
- Juin 2012 - octobre 2012 : CA Bordj Bou Arriridj
- Octobre 2012 - janvier 2013 : CA Batna
- Janvier 2013 - septembre 2014 : Al-Taawoun
- Septembre 2014 - décembre 2014 : Ettifaq FC[6]
- Juillet 2016 - décembre 2016 : CA Batna[7]
- Juillet 2017 - septembre 2017 : Al-Raed
- Juillet 2018 - juillet 2018 : CR Belouizdad[8],[9]
- Depuis novembre 2018 : O Médéa[10]